# Поточное сканирование документов
Поточное сканирование документов, сканирование анкет — один из способов быстрой обработки результатов анкетирования широкого круга респондентов.

## Этапы процесса

### Сканирование бумажных документов
Эффективность данного этапа определяется в большей степени качеством используемого оборудования.
Современные поточные сканеры оснащены системой автоматической подачи документов, что позволяет сократить ручной труд и достигнуть скорости оцифровки до 200 изображений в минуту на один сканер.

### Распознавание информации
На этапе распознавания используются программные OCR-компоненты. Качество результирующих записей зависит от степени готовности анкеты к машинному чтению и тщательности предварительной настройки программного обеспечения.

### Верификация данных
Производится автоматическая верификация полученных после распознавания данных. Наиболее частые проверки — проверка на ожидаемый тип данных (число/чекбокс/строка), проверка на присутствие значений. Все проблемные места, отмеченные на данном этапе, маркируются для передачи на стадию коррекции.

### Коррекция данных
Оператор обрабатывает информацию, полученную на стадии верификации данных, и вносит изменения в результирующую запись вручную (ввод с клавиатуры, выбор из списка заранее заданных ответов). На данном этапе повторно производится «обучение» программного комплекса. Все накопленные правки анализируются алгоритмами и применяются для дальнейшей работы с данным набором анкет.

### Экспорт данных
Оцифрованные структурированные данные выгружаются в необходимом формате для дальнейшего анализа результатов анкетирования.

## Производительность систем ввода анкет
На этапах сканирования и распознавания анкет важную роль играет применяемая техника. Использование профессиональных промышленных сканеров и мощных станций распознавания позволит добиться максимальной скорости оцифровки (около 96000 анкет за 1 рабочий день для 1 сканера). Узким местом на пути получения готовой базы данных является этап коррекции данных. Для обеспечения минимального количества ошибок операторы вручную обрабатывают информацию, помеченную на этапе верификации данных. Процедура занимает много времени и требует серьёзного специализированного обучения сотрудников.